# Tomáš Holubec
Tomáš Holubec (* 11. ledna 1976 Jilemnice) je bývalý český biatlonista.
Startoval na ZOH 2002 a 2006, jeho nejlepším umístěním bylo 32. místo ve sprintu v Salt Lake City 2002. Pravidelně se účastnil světových šampionátů, největším úspěchem pro něj bylo 8. místo v závodech štafet na Mistrovství světa 2004, v individuálních závodech 11. místo na stejném MS.